# Синдром MERRF
Синдром MERRF (англ. Myoclonic Epilepsy with Ragged Red Fibers, миоклоническая эпилепсия с рваными мышечными волокнами) — редкое митохондриальное заболевание, вызываемое мутациями в следующих генах: MTTK, MTTL1, MTTH, MTTS1, MTTS2, MTTF. Симптомы MERRF также проявляются при мутациях гена MTND5.

## Причины возникновения
Возникновение синдрома MERRF вызвано точечными мутациями митохондриальной ДНК, а именно, изменениями нуклеотидной последовательности. Наиболее частыми считаются замена аденина на гуанин в положении 8344 транспортной РНК лизина или замена тимина на цитозин в положении 8356. Это приводит к нарушению образования митохондриальных белков.
Клиническое развитие синдрома MERRF зависит от количества дефектных ДНК, т.е. чем больше митохондриальных ДНК, имеющих мутацию, тем выше риск заболевания. Также возможно абсолютно бессимптомное носительство мутантных генов. Какие-либо значимые факторы риска, способные спровоцировать манифестацию данной патологии, отсутствуют.

## Общие сведения
АльтСиндром MERRF относится к группе наследственных митохондриальных энцефаломиопатий. MERRF представляет собой аббревиатуру, означающую «миоклонус (М) эпилепсия (Е) с рваными (R) красными (R) волокнами (F)». Заболевание впервые было описано японским неврологом Н. Фукухара в 1980 году. По различным эпидемиологическим данным, распространенность синдрома MERRF составляет от 0,25:100000 до 1,5:100000 населения. Наследование происходит только по материнской линии, при этом оба пола страдают с одинаковой частотой. 

## Осложнения
Синдром MERRF считается тяжелым заболеванием с большим числом осложнений. Наиболее неблагоприятными из них являются эпилептический статус и отек головного мозга. Вследствие тяжелой миопатии мышц глотки возможно нарушение глотания и попадание пищи в дыхательные пути, что приведет к развитию аспирационной пневмонии. Также из-за слабости дыхательных мышц возникает дыхательная недостаточность.
Атрофия зрительных нервов и пигментная дегенерация сетчатки у части пациентов вызывает полную потерю зрения. При ранней клинической манифестации ребенок значительно отстает в физическом и нервно-психическом развитии. Нарушение равновесия повышает риск падений и переломов. Очень редко наблюдается хронический панкреатит и сахарный диабет.

## Диагностика
Пациентов с синдромом MERRF курируют врачи-неврологи. Больные детского возраста находятся под совместным наблюдением детских невропатологов и педиатров. При осмотре обращается внимание на общее снижение мышечного тонуса, ослабление сухожильных и наличие патологических рефлексов (Бабинского, Оппенгейма), невыполнение координационных тестов – позы Ромберга, пяточно-коленной, пальце-носовой проб. Дополнительное обследование включает:
- Лабораторные исследования. В биохимическом анализе крови отмечается увеличение концентрации молочной кислоты. В ликворе выявляется высокое содержание белка.
- ЭЭГ. На электроэнцефалограмме удается обнаружить эпилептиформную активность – генерализованные комплексы спайк-волна, диффузные медленные волны.
- Томография. На МРТ головного мозга видна атрофия коркового и белого вещества больших полушарий и мозжечка, кальцификация базальных ганглиев.
- ЭНМГ. При проведении электронейромиографии отмечается снижение амплитуды и длительности потенциалов двигательных единиц, что свидетельствует о поражении мышечной ткани.
- Гистологическое исследование. Один из главных диагностических тестов синдрома MERRF. В мышечном биоптате выявляются признаки атрофии – уменьшение размеров мышечных волокон, их бледное окрашивание, склероз эндомизия и перимизия. При окраске гистологических срезов по методу Гомори более чем в 5% мышечных волокон обнаруживается наличие «рваных красных волокон».
- ДНК-анализ. Основной метод для верификации диагноза. При молекулярно-генетическом исследовании находят мутации в митохондриальной ДНК – A8344G или Т8356С.

## Лечение
На сегодняшний день эффективных способов терапии данной патологии не существует. Все мероприятия носят симптоматический и паллиативный характер, направлены на улучшение состояния пациента. Для замедления атрофических процессов в мышечной ткани обязательны занятия лечебной физкультурой. Регрессу симптоматики способствует диета с ограничением углеводов.
Детям с умственной отсталостью рекомендуются индивидуальные консультации дефектолога, психолога, логопеда. Лекарственная терапия проводится по общим принципам лечения митохондриальных болезней и включает 2 основные группы медикаментов:
- Метаболические препараты. С целью улучшения процессов клеточного дыхания применяется комплекс из энерготропных препаратов («митохондриальный коктейль»), в который входят кофакторы ферментов (витамины группы В), средства, стимулирующие перенос электронов в дыхательной цепи (коэнзим Q10) и антиоксидантов (аскорбиновая кислота, токоферол).
- Антиконвульсанты. Для предупреждения эпилептических припадков назначаются противосудорожные лекарственные средства – клоназепам, ламотриджин, топирамат. Вальпроевая кислота и ее производные строго противопоказаны, так как они угнетают митохондриальную функцию. Их применение приводит к резкому ухудшению состояния больного.

## Симптомы
Синдром MERRF может дебютировать практически в любом возрасте. Начало в детском возрасте ассоциировано с более неблагоприятным прогнозом. Ранними признаками считаются повышенная мышечная утомляемость, ухудшение переносимости физических нагрузок, ноющие боли в икроножных мышцах. Из-за постепенного прогрессирования миопатии мышечная слабость приобретает более выраженный характер – пациент испытывает трудности при подъеме по лестнице, ходьбе. В тяжелых случаях больной с большим усилием может подняться с постели.
Типичны эпилептические припадки, которые могут быть разнообразными – непроизвольные подергивания мышц лица или рук без потери сознания (миоклонии), пароксизмы по типу кивков головой, генерализованные тонико-клонические припадки с потерей сознания. Миоклонии часто провоцируются резкими звуками или вспышкой света. Нарушается координация, возникает неустойчивость при ходьбе, стоянии.
Существенно страдают когнитивные функции, снижается память, концентрация внимания. Постепенно ухудшается зрение и слух. В ряде случаев наблюдаются периферические невропатии, проявляющиеся онемением, ощущением жжения, покалывания (парестезиями) в конечностях. Очень редко встречаются кожные образования – липомы, гемангиомы, бородавчатые невусы

## Профилактика
продолжительность жизни, вероятность летального исхода при синдроме MERRF может сильно варьировать у разных пациентов. При малосимптомном течении (отсутствие поражения нервной системы, умеренная миопатия), систематическом проведении нелекарственного и лекарственного лечения продолжительность жизни может не отличаться от таковой в общей популяции.
При развернутом течении прогноз крайне неблагоприятный. Летальный исход наступает в течение 10-15 лет от начала заболевания. Основными причинами смерти выступают эпилептический статус, аспирация, дыхательная недостаточность. Единственным специфическим методом профилактики является пренатальная диагностика и прерывание беременности.

## Классификация
В современной неврологии четких официальных разделений синдрома MERRF на отдельные формы не принято. В зависимости от количества точечных мутаций и клинических проявлений можно выделить следующие разновидности:
- Бессимптомная – имеется генетическая мутация с возможностью передачи по наследству при полном отсутствии симптомов.
- Латентная – «мягкое течение» без вовлечения нервной системы. Пациентов может беспокоить умеренная мышечная слабость.
- Манифестная – яркая клиническая картина с тяжелым течением и неблагоприятным прогнозом.

## Альтернативные названия
- Миоклонус-эпилепсия с разорванными красными мышечными волокнами